# Devil's Paradise
Devil's Paradise è un singolo del gruppo musicale statunitense Ugly Kid Joe, pubblicato nel 2012.

## Video
Il videoclip è stato pubblicato il 24 maggio 2012.

## Tracce
1. Devil's Paradise – 3:37